# Emily Schneider
Emily Schneider (* 23. Juni 2003) ist eine deutsche Nordische Kombiniererin und Skispringerin.

## Werdegang
Emily Schneider startet sowohl bei Skisprungwettbewerben als auch bei Wettbewerben der Nordischen Kombination. Im Skispringen nimmt sie vor allem an Wettbewerben des Skisprung-Alpencups teil, erstmals am 6. und 7. August 2017 in Klingenthal, wo sie die Plätze 37 und 31 belegte. Ihre beste Platzierung bisher (Stand März 2020) war ein 14. Platz ein Jahr später an selber Stelle.
In der Nordischen Kombination startete Schneider ebenfalls auf internationaler Ebene erstmals am 7. August 2017 im Rahmen des Alpencups der Nordischen Kombination in Klingenthal, wo sie den 16. und vorletzten Platz belegte. Seitdem folgen regelmäßig weitere Wettbewerbsteilnahmen. Ihre besten Platzierungen bisher (Stand März 2020) waren zwei zweite Plätze, und zwar beim Teamwettbewerb in Kandersteg im Februar 2019 und beim Einzelwettbewerb in Chaux-Neuve im März 2019. Ein Wettbewerbsstart im Continental Cup erfolgte bisher noch nicht.
Am 23. bis 25. August 2019 debütierte Schneider bei den Wettbewerben in Oberwiesenthal im Grand Prix. Im Einzelwettbewerb erreichte sie den 16. Platz, im Teamwettbewerb belegte sie zusammen mit Cindy Haasch, Terence Weber und Fabian Rießle den fünften Platz.

## Statistik

### Grand-Prix-Platzierungen
| Saison | Platz | Punkte |
| ------ | ----- | ------ |
| 2019   | 19.   | 059    |